# نفرنفروآتون
عنخ-خپرور-مریت-نفرخپرو/واعنر/آتن نفرنفروآتون (انگلیسی: Neferneferuaten) ملقب به «حاکم صدق» ملکه حاکم (فرعون مؤنث) و فرمانروای مطلق اهل مصر باستان بود. این عنوان، نامی بود که برای اشاره به یک ملکه سلطنتی (پادشاه زن) که در اواخر دوره عمارنه در دودمان هجدهم مصر حکومت می‌کرد، استفاده می‌شد. جنسیت او از طریق علائم مؤنث که گاهی اوقات در نام او یافت می‌شود و همچنین از طریق لقب أخت ان هایس («مؤثر برای شوهرش») که در یکی از نسخه‌های کارتوش نام تولد او گنجانده شده، تأیید می‌شود. او از پادشاه اسمنخ‌کارع که از همان نام سلطنتی، عنخ-خپرور، استفاده می‌کرد، از طریق حضور القاب مختلف در هر دو کارتوش متمایز می‌شود. فرض بر این است که او یا همسر اسمنخ‌کارع بوده است یا بیوه حکمران پیشین او، نفرتیتی. اگر این شخص نفرتیتی باشد که به‌عنوان تنها پادشاه حکومت کرده است، نظریه‌پردازان مصرشناسی و باستان‌شناسی مانند زاهی حواس مطرح کرده‌اند که سلطنت او با سقوط عمارنه و بازگشت پایتخت به شهر تِبِس همراه بوده است.

## گاه‌شناسی کلی
هیچ توافق گسترده‌ای میان مصرشناسان در مورد ترتیب جانشینی اسمنخ‌کارع و نفرنفروآتون وجود ندارد. دوره‌ای از سال سیزدهم سلطنت آخناتون تا تصدی توت‌عنخ‌آمون بسیار مبهم است. حکمرانی اسمنخ‌کارع و نفرنفروآتون بسیار کوتاه بودند و شواهد کمی از آثار یادبود یا کتیبه‌ها باقی‌مانده که بتوان تصویری واضح از رویدادهای سیاسی آن دوران ترسیم کرد. به این مسئله باید افزود که نفرنفروآتون نام سلطنتی (پرانومن) خود را با اسمنخ‌کارع مشترک است و نام تولد (نومن) او با نفرتیتی/نفرنفروآتون نفرتیتی یکسان است، که گاهی شناسایی آنها را دشوار می‌کند. با توجه به شواهد اندک تاریخ‌گذاری شده برای تثبیت سلطنت‌های آن‌ها با هر قطعیتی، ترتیب جانشینی آنها به نحوه تفسیر شواهد موجود بستگی دارد. بسیاری از منابع دانشنامه‌ای و اطلس‌ها نشان می‌دهند که اسمنخ‌کارع جانشین آخناتون بوده است، بر اساس یک سنت تحقیقاتی که از سال ۱۸۴۵ آغاز شده و برخی همچنان اسمنخ‌کارع را با نفرنفروآتون یکی می‌دانند. عدم وجود نام‌های منحصر به فرد همچنان باعث بروز مشکلاتی در کتاب‌ها و مقالاتی می‌شود که قبل از اوایل دهه ۱۹۸۰ نوشته شده‌اند: یک شی ممکن است به‌عنوان دارای نام اسمنخ‌کارع توصیف شود، در حالی که اگر در واقع نام ترجمه شده عنخ-خپرور باشد، ممکن است مربوط به یکی از دو نفر باشد. طرفداران نظریه جانشینی مستقیم اسمنخ‌کارع به‌جای آخناتون استدلال می‌کنند که چون او درست قبل از شروع آخرین سال سلطنت آخناتون به‌عنوان همسر بزرگ سلطنتی عنوان شده است (چیزی که ما آن را با ملکه بودن وی مرتبط می‌کنیم) بنابراین اسمنخ‌کارع به احتمال زیاد جانشین مستقیم آخناتون بوده است.
قبل از سال ۲۰۱۴، گاهی فرض می‌شد که نفرنفروآتون مابین سلطنت آخناتون و اسمنخ‌کارع حکومت کرده است، همان‌طور که در سمپوزیوم موزه هنر متروپولیتن در سال ۲۰۱۱ دربارهٔ هرمهب نشان داده شده است و گاه‌شناسی کلی دوره پایانی دودمان هجدهم به‌صورت زیر است:
| پادشاه                | زمان تقریبی (به سال) |
| --------------------- | -------------------- |
| آخناتون               | ۱۷ سال               |
| عنخ-خپرور نفرنفروآتون | ۲ سال                |
| عنخ-خپرور (اسمنخ‌کارع) | ۲ سال                |
| توت‌عنخ‌آمون            | ۹ سال                |
| آیی                   | ۴ سال                |
| هرمهب                 | ۱۴ سال               |

آیدن دادسون پیشنهاد می‌کند که اسمنخ‌کارع سلطنت مستقل نداشته و بنابراین نفرنفروآتون باید پس از او آمده باشد، او به این نتیجه می‌رسد که سلطنت اسمنخ‌کارع کاملاً به‌عنوان «هم‌حاکم» (حکومت مشترک) بوده و حدود یک سال بعد، در سال ۱۴ یا ۱۵ سلطنت آخناتون به پایان رسیده است، و البته شواهد کمی برای رد این فرضیه موجود است.  گابولده به پتهٔ شراب اسمنخ‌کارع اشاره می‌کند تا ایده جانشینی اسمنخ‌کارع پس از آخناتون را پشتیبانی کند. در نهایت، آلن از پتهٔ شراب و ارتباط قوی نفرنفروآتون با آخناتون در القاب او و بر روی سنگ‌های یادبود استفاده کرده و گمانه‌زنی کرده است که هر دو ممکن است جانشین آخناتون شده باشند، که یکی از آن‌ها به‌عنوان پادشاه رقیب ظاهر شده است. یک ترکیب از نظریات آلن و دادسون ممکن است نشان دهد که توت‌عنخ‌آمون به‌طور مستقیم جانشین آخناتون شده و رقیب نفرنفروآتون بوده است. نظریات و گاه‌شناسی فرضی تقریباً به اندازه مصرشناسانی که به این دوره علاقه دارند، متنوع است.
انتشار کتیبه‌ای در سال ۲۰۱۴ برای نفرتیتی به‌عنوان همسر سلطنتی بزرگ در سال سلطنت ۱۶ آخناتون نشان می‌دهد که نفرتیتی هنوز زنده بوده و در آخرین سال‌های سلطنت آخناتون همچنان ملکه حاکم بوده است، که می‌تواند به‌عنوان پشتیبانی از کاندیداتوری او به‌عنوان پادشاه زن نفرنفروآتون و جانشین مستقیم آخناتون به حساب آید.  در این وضعیت، آخناتون اسمنخ‌کارع را در سال ۱۲ سلطنت خود به‌عنوان جانشین خود انتخاب کرده بود، اما اسمنخ‌کارع پیش از آخناتون درگذشت که آخناتون را مجبور به ارتقاء نفرتیتی به تخت سلطنت به‌عنوان نفرنفروآتون کرده تا میراث خود را تضمین کند.
این واقعیت که بیشتر تجهیزات تدفین توت‌عنخ‌آمون در اصل برای پادشاه زن نفرنفروآتون ساخته یا کتیبه‌گذاری شده بود، به‌طور قوی نشان می‌دهد که توت‌عنخ‌آمون در واقع پس از مرگ ملکه حاکم به‌طور مستقیم جانشین نفرنفروآتون در تخت سلطنت شده است. این موضوع به‌طور ضمنی نشان می‌دهد که جدول بازبینی شده زمانی دودمان هجدهم در زیر به حقیقت نزدیک‌تر است، چرا که با حقایق تاریخی همخوانی دارد.
| پادشاه                           | زمان تقریبی (به سال) |
| -------------------------------- | -------------------- |
| آخناتون                          | ۱۷ سال               |
| عنخ-خپرور اسمنخ‌کارع (حاکم مشترک) | ۲ سال                |
| عنخ-خپرور نفرنفروآتون            | ۲ سال                |
| توت‌عنخ‌آمون                       | ۹ سال                |
| آیی                              | ۴ سال                |
| هرمهب                            | ۱۴ سال               |

صرف نظر از ترتیب جانشینی، به نظر می‌رسد که جانشین نفرنفروآتون، بر اساس آیتم‌هایی که در اصل با نام او کتیبه‌گذاری شده بود، مراسم تدفین شاهانه‌ای برای او فراهم نکرده است و همه آنها برای دفن توت‌عنخ‌آمون استفاده شد. در دوران سلطنت هرمهب سلطنت‌های پادشاهان دوره آمارنا از آخناتون تا آیی از تاریخ حذف شدند، زیرا سال‌های سلطنت این پادشاهان به هرمهب اختصاص داده شد. نتیجه این شد که ۳٬۳۰۰ سال بعد، دانشمندان مجبور شدند تا رویدادها را بازسازی کرده و حتی شخصیت‌های اصلی را به تدریج با شواهدی که گاهی به صورت زدوده‌نوشت (کتابت مجدد بر روی کاغذهای دست‌نوشته) محدود بود، زنده کنند.